# Чеда (Сијена)
Чеда је насеље у Италији у округу Сијена, региону Тоскана.
Према процени из 2011. у насељу је живело 17 становника. Насеље се налази на надморској висини од 302 м.